# Molitfelnic
Molitfelnicul (numit și Molitvelnic) este o carte liturgică des întrebuințată de slujitorii sfintelor Altare, fiind, după Liturghier, cea mai importantă carte de slujbă a preotului.
Biserica Mântuitorului Iisus Hristos, continuând în lume lucrarea Sa sfințitoare, a săvârșit, prin slujitorii ei, arhierei și preoți, slujbele sfinte spre binecuvântarea credincioșilor, încă de la momentul întemeierii ei. Astfel, chiar în ziua Cincizecimii, după Pogorârea Sfântului Duh și după predica Sfântului Petru, Apostolii au botezat 3.000 de oameni, peste care au chemat harul Duhului Sfânt, iar aceștia au format prima comunitate creștină, care „stăruia în comuniune, în frângerea pâinii și în rugăciuni” (cf. Fapte 2, 42). Organizând tânăra Biserică, Apostolii au ales și au hirotonit diaconi (cf. Fapte 6, 6), apoi au hirotonit preoți (cf. Fapte 14, 23; Tit 1, 5) și episcopi (cf. Fapte 20, 28; Filipeni 1, 1; 1 Timotei 3, 2) pentru noile comunități înființate, iar creștinii bolnavi erau unși cu untdelemn în cadrul unor rugăciuni făcute de preoții Bisericii în vederea vindecării lor (cf. Iacob 5, 14-15). Toate aceste lucrări sfințitoare au fost făcute sub călăuzirea Sfântului Duh, potrivit învățăturii Evangheliei lui Hristos și îndemnului Sfântului Apostol Pavel, ca, „în toate Bisericile sfinților [...] toate să se facă în chip cuviincios și după rânduială” (1 Corinteni 14, 34, 40).
Biserica lui Hristos, prin slujitorii ei, care sunt, după cuvântul Sfântului Apostol Pavel, „iconomi ai tainelor lui Dumnezeu” (1 Corinteni 4, 1) povățuiește pe credincioși pe calea mântuirii, împărtășindu-le prin Sfintele Taine și ierurgii, prin felurite rugăciuni și slujbe specifice tradiției ortodoxe, harul, binecuvântarea și ajutorul lui Dumnezeu. Acestea se revarsă în chip roditor atât asupra legăturii duhovnicești a omului cu Dumnezeu, cât și în relațiile omului cu semenii săi și cu elementele creației din jurul său. Sfânta Scriptură ne învață că „orice făptură a lui Dumnezeu este bună… căci se sfințește prin cuvântul lui Dumnezeu și prin rugăciune” (1 Timotei 4, 4-5).
Astfel, Biserica a păstrat și a continuat lucrarea sfințitoare a Sfinților Apostoli, iar Sfinții Părinți ai Bisericii au îmbogățit, cu rugăciuni și imnuri de inspirație biblică, tezaurul liturgic pe care-l avem astăzi.
În această privință, tradiția apostolică și patristică ne-a dăruit textul liturgic necesar săvârșirii Sfintelor Taine și ierurgii de către slujitorii Bisericii. Despre această lucrare liturgică – sacramentală stau mărturie scrieri din secolul al II-lea creștin (Didahia celor 12 Apostoli, Apologia I a Sf. Iustin Martirul și Filosoful), dar, mai ales texte din secolele al III-lea (Tradiția apostolică a lui Ipolit, scrierile lui Origen și Tertulian) și al IV-lea (Constituțiile apostolice). Odată cu libertatea dăruită creștinilor prin Edictul de la Milano, al împăratului Constantin cel Mare (anul 313), cultul creștin a luat un puternic avânt, mărturiile scrise dovedind vitalitatea vieții liturgice din această perioadă. Textele rugăciunilor, improvizate până atunci și transmise prin viu grai, sunt acum așternute în scris. Prima colecție importantă de rugăciuni folosite în cult și păstrată integral este cartea numită Evhologhionul lui Serapion, episcop de Thmuis (Egipt), ucenic al Sfântului Atanasie cel Mare, în secolul al IV-lea. Deși denumirea de evhologhion s-a consacrat în mod oficial mai târziu, colecția a apărut ca o necesitate liturgică practică pentru orice comunitate creștină. De atunci și până în zorii epocii moderne, Biserica a adunat în Evhologhion (tradus la români prin termenul slav Molitfelnic) toate rânduielile Sfintelor Taine și ierurgii, inclusiv slujbele Dumnezeieștilor Liturghii și ale hirotoniilor. Cu vremea, din motive practice, Liturghierul și Arhieraticonul au preluat părțile corespunzătoare din conținutul Molitfelnicului și au fost tipărite în mod distinct.
În Biserica Ortodoxă Română, această carte de cult, Molitfelnicul, tradusă parțial încă din secolul al XVI-lea, a contribuit, alături de alte tipărituri și manuscrise liturgice, la întărirea solidarității dintre românii ortodocși despărțiți atunci prin granițe politice artificiale și, în pofida tuturor dificultăților istorice, i-a ajutat să păstreze unitatea de credință și de neam, cultivând limba, credința și cultura poporului român. Astfel, în anul 1681, la Iași, Sfântul Mitropolit Dosoftei al Moldovei tipărea în românește Molitvălnicul de-nțăles, iar în 1689, la Alba Iulia, Mitropolitul Varlaam al Transilvaniei tipărea o altă traducere a acestei cărți liturgice. Sfântul Ierarh Antim Ivireanul tipărea la Râmnic, în 1706, Evhologhionul, ce cuprindea și Sfintele Liturghii. De atunci, biruința definitivă a limbii române în cult a fost consfințită prin tipărirea constantă a acestei foarte necesare cărți liturgice, în diverse ediții cu un conținut variat.
Cu timpul, Molitfelnicul și-a îmbogățit cuprinsul, întrucât Biserica răspunde cerințelor pastorale ale timpului prezent, prin alcătuirea de noi rugăciuni și rânduieli aprobate de Sfântul Sinod, menite să binecuvinteze toate aspectele vieții creștine. Consecventă principiului de a păstra unitatea dogmatică, liturgică și canonică împreună cu celelalte Biserici Ortodoxe surori, Patriarhia Română a îmbogățit treptat conținutul acestei cărți de cult, nu atât prin creații proprii, cât mai ales prin traducerea, din limbile greacă și slavonă, a unor noi slujbe și rânduieli solicitate de preoți și credincioși în contextul apariției unor noi realități cultural-sociale.
Ediția de față a Molitfelnicului beneficiază de o nouă împărțire a conținutului, îndeosebi în a doua parte a sa, unde rugăciunile și rânduielile au fost grupate pe secțiuni cu subtitluri sugestive, pentru a fi mai repede identificate de utilizatori. Au fost adăugate o serie de rugăciuni și slujbe noi, pentru binecuvântarea familiei, a unor instituții și profesii, a căilor și mijloacelor de transport, dar și rugăciuni diversificate pentru bolnavi, pentru cei ce se luptă cu patimile și pentru cei întemnițați. Alte rânduieli, prezente deja în edițiile anterioare, au fost îmbogățite în conținut. De asemenea, a fost actualizat limbajul unora dintre slujbe, evitându-se atât arhaismele ieșite din uz, cât și neologismele incompatibile cu exprimarea liturgică. În plus, au fost diortosite unele texte din punct de vedere gramatical și al topicii. Totodată, au fost introduse indicații de tipic ori au fost corectate și completate cele existente, pentru o săvârșire cât mai corectă și responsabilă a Sfintelor Taine și ierurgii, dar și pentru a se evita inovațiile individualiste și improvizațiile arbitrare, care slăbesc unitatea vieții Bisericii.